# Epanthidium tuberculatum
Epanthidium tuberculatum är en biart som beskrevs av Urban 1992. Epanthidium tuberculatum ingår i släktet Epanthidium och familjen buksamlarbin. Inga underarter finns listade i Catalogue of Life.